# 鍋島直彜
鍋島 直彜（なべしま なおのり）は、肥前鹿島藩の第9代藩主。諱の読みは「なおつね」ともいわれる（｢彜｣は上から彑、粉、廾と書いた漢字である）。

## 略伝
寛政5年（1793年）2月21日、肥前佐賀藩主・鍋島治茂の六男として佐賀城で生まれる。寛政12年（1800年）に義兄（姉の夫）で鹿島藩第6代藩主・鍋島直宜の養子となり、4月21日に直宜の隠居により家督を継いだ。
文政元年（1818年）から倹約、リストラを中心とした藩政改革を行なったが成功しなかった。文政3年（1820年）2月17日に家督を養子の直永（実兄の佐賀藩主鍋島斉直の十三男）に譲って隠居する。隠居後に生まれた実子の直晴は直永の養子となった。文政9年（1826年）7月より病に倒れ、回復せぬまま11月19日に死去した。享年34。

## 系譜
父母
- 鍋島治茂（実父）
- ミン ー 石井尚方の娘、側室（実母）
- 鍋島直宜（養父）

正室
- 柏岡 ー 鍋島直愈の娘

子女
- 鍋島直晴（長男）生母は柏岡（正室）
- 公 ー 鍋島茂真室

養子
- 鍋島直永 ー 鍋島斉直の十三男